# Lamprantaugia gueneana
Lamprantaugia gueneana är en fjärilsart som beskrevs av Paul Mabille 1880. Lamprantaugia gueneana ingår i släktet Lamprantaugia och familjen ädelspinnare. Inga underarter finns listade i Catalogue of Life.